# 丹下左膳
『丹下左膳』（たんげさぜん）是林不忘的報紙連載小說及其作品內的主人公，架空劍士之名。也是以此為原作的電影的片名。

## 概要
1927年（昭和2年）10月至翌年5月，丹下左膳在『毎日新聞』連載的「新版大岡政談・鈴川源十郎之巻」中登場。當初只是關之孫六的一對名刀「乾雲丸・坤龍丸」爭奪戰的登場人物之一。但是，獨眼獨腕的異樣武士之姿，因小田富彌揷畫（續編是志村立美畫）的魅力人氣急上昇。
受此人氣的影響，3家電影公司競相電影化。演出主人公的團德麿、嵐寛壽郎、大河內傳次郎3人各自發揮魅力，讓電影獲得好評，電影公司也因此推出續編。原作者林不忘因電影的成功而發表續編，並以「丹下左膳」為名，確立丹下左膳為主人公。1933年（昭和8年）6月至11月在『毎日新聞』連載，1934年（昭和9年）1月至9月在『讀賣新聞』連載。

## 電影

### 團德麿系列
- 新版大岡政談 鈴川源十郎之巻（1928年、東亞）
- 新版大岡政談 中編（1928年、東亞）
- 新版大岡政談 後編（1928年、東亞）

### 嵐寛壽郎系列
- 新版大岡政談 前編（1928年、マキノ）
- 新版大岡政談 中編（1928年、マキノ）

### 大河內傳次郎系列
- 新版大岡政談 第一編（1928年、日活）
- 新版大岡政談 第二編（1928年、日活）
- 新版大岡政談 第三編（1928年、日活）
- 丹下左膳 第一編（1933年、日活）

伊藤大輔監督
- 丹下左膳 劍戟編（1934年、日活）
- 丹下左膳余話 百萬兩之壺（1935年、日活）
- 丹下左膳 日光之巻（1936年、日活）
- 丹下左膳 愛憎魔劍篇（1937年、日活）
- 丹下左膳 完結咆吼篇（1937年、日活）
- 新篇 丹下左膳 妖刀篇（1938年、東宝）
- 新篇 丹下左膳 隻手篇（1938年、東宝）
- 新篇 丹下左膳 隻眼之巻（1939年、東宝）
- 新篇 丹下左膳 戀車之巻（1939年、東宝）
- 丹下左膳（1953年、大映）
- 續丹下左膳（1953年、大映）
- 丹下左膳 金絲猴之壺（1954年、大映）

### 水島道太郎系列
- 丹下左膳 乾雲之巻（1956年、日活）
- 丹下左膳 坤龍之巻（1956年、日活）
- 丹下左膳 完結篇（1956年、日活）

### 大友柳太朗
- 丹下左膳（1958年、東映）
- 丹下左膳 怒濤篇（1959年、東映）
- 丹下左膳 妖刀濡燕（1960年、東映）
- 丹下左膳 濡燕一刀流（1961年、東映）
- 丹下左膳 乾雲坤龍之巻（1962年、東映）

### 丹波哲郎系列
- 丹下左膳 松竹京都 1963.11.17

### 其他
- 丹下左膳（1952年、松竹）阪東妻三郎
- 丹下左膳 飛燕居合斬（1966年、東映）中村錦之助
- 丹下左膳 百万兩之壺（2004年、EDEN ENTERTAINMENT 配給）豐川悦司

## 其他作家的丹下左膳

### 小說
- 「新版 丹下左膳」巨椋修

### 漫畫
- 丹下左膳 - 手塚治虫
- 丹下左膳 - 小澤曉
- 新版 丹下左膳 - 米良仁
- キャットディフェンス - 作:小池一夫 畫:政岡としや

## 外部連結
- 『丹下左膳01 乾雲坤竜の巻』：新字新仮名（页面存档备份，存于）（青空文庫）